# 马克·范戈

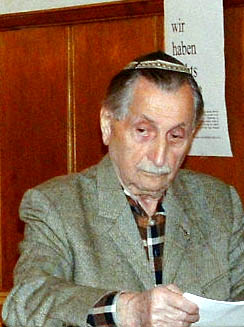
马克·范戈

马克·范戈 （Marko M. Feingold，1913年5月28日—2019年9月19日），出生于奥匈帝国Besztercebánya/Neusohl（现斯洛伐克班斯卡-比斯特里察），是奥地利大屠杀幸存者，以色列萨尔斯堡文化组织的会长，同时也是萨尔斯堡犹太人教堂的监管人。

## 生活经历
马克·范戈在维也纳长大。1938年在维也纳短暂停留时被抓。他先逃往布拉格，然后被波兰驱逐出境，1939年，当他用伪造的证件返回布拉格时再次被捕，关进了监狱，最终被押往澳西威辛集中营。辗转经过Neuengamme 和 Dachau 集中营，1941年最终被押送到Buchenwald集中营，直到到解放。1945年搬到萨尔斯堡，从此以后他一直居住在那儿。从1945年到1948年他帮助在萨尔斯堡的犹太幸存者和犹太流亡者组织了难民组织Bricha， 他们大都是穿过中欧和东欧到达巴勒斯坦的犹太人。 
从2013年以来，萨尔斯堡市和萨尔斯堡大学共同设立了马克范戈论文奖。主要为了奖励与犹太民族物质方面的文化，生活或者工作，他们对各个社会和不同时期的文化，科学，文学的影响，他们在不同世界地区和历史上阶段所遭受到的迫害，驱离，流亡， 以及其移居经验方面做了科学研究并书写了相关的论文。 

## 赞助
他除了在萨尔斯堡犹太教堂的工作以外，还到处演讲犹太人大屠杀期间他在集中营的经历和犹太教， 并在学校或天主教社区当时代见证人，同时他也是宗教对话交流的积极参与者 ，并且是奥地利国外服务机构的顾问。